# Bright Victory
Bright Victory (Brasil: Só Resta a Lembrança ) é um filme norte-americano de 1951, do gênero drama, dirigido por Mark Robson  e estrelado por Arthur Kennedy e Peggy Dow.

## Produção
Bright Victory, um dos dois bem intencionados dramas de consciência social dirigidos Mark Robson e aclamados pela crítica (o outro foi Home of the Brave), é um dos melhores exemplos dos filmes do tipo "contra todas as expectativas" da década de 1950. Além disso, ele se preocupa também com os métodos utilizados para a reabilitação de pessoas atingidas pela cegueira.
Arthur Kennedy, mais conhecido pelos papéis de coadjuvante -- pelos quais recebeu quatro indicações ao Oscar --, tem uma das melhores e mais comoventes atuações de sua carreira como um veterano de guerra que perdeu a visão. Seu desempenho mereceu da Academia sua única indicação à estatueta de Melhor Ator.
Rock Hudson, cavando um lugar ao sol de Hollywood, é o 18º nome do elenco. Ele aparece brevemente como soldado.

## Sinopse
Cegado por atirador de elite nazista durante a Segunda Guerra Mundial, Larry Nevins tenta a reabilitação em um hospital militar. Os problemas são muitos: cabeça quente, autocomiseração, preconceito racial. Ele recebe a ajuda de Judy, uma bancária que o ama.

## Premiações
| Patrocinador                                            | Prêmio        | Categoria                                                                                      | Situação          |
| ------------------------------------------------------- | ------------- | ---------------------------------------------------------------------------------------------- | ----------------- |
| Academia de Artes e Ciências Cinematográficas           | Oscar         | Melhor Ator (Arthur Kennedy) Melhor Mixagem de Som                                             | Indicado          |
| Associação de Correspondentes Estrangeiros de Hollywood | Golden Globe  | Melhor Filme Dramático Melhor Ator em Filme Dramático (Arthur Kennedy) Melhor Roteiro - Cinema | Indicado Vencedor |
| Writers Guild of America                                | WGA Award     | Melhor Roteiro Sobre Problemas Norte-Americanos                                                | Vencedor          |
| New York Film Critics Circle Awards                     | NYFCC         | Melhor Ator (Arthur Kennedy)                                                                   | Vencedor          |
| Festival de Cannes                                      | Palma de Ouro | Melhor Filme                                                                                   | Indicado          |

## Elenco
| Ator/Atriz         | Personagem              |
| ------------------ | ----------------------- |
| Arthur Kennedy     | Larry Nevins            |
| Peggy Dow          | Judy Greene             |
| Julie Adams        | Chris Paterson          |
| James Edwards      | Joe Morgan              |
| Will Geer          | Lawrence Nevins         |
| Nana Bryant        | Claire Nevins           |
| Jim Backus         | Bill Grayson            |
| Minor Watson       | Edward Paterson         |
| Joan Banks         | Janet Grayson           |
| Richard Egan       | Sargento John Masterson |
| John Hudson        | Cabo John Flagg         |
| Marjorie Crossland | Senhora Paterson        |
| Donald Miele       | Moose Garvey            |
| Murray Hamilton    | Peter Hamilton          |
| Larry Keating      | Jess Coe                |